# حبيب أسطفان
حبيب بن جرجس أسطفان (1305 - 1365 هـ، 1888 - 1946م) أحد مُستشاري الملك فيصل الأول، ويعد من أشهر خطباء العرب في بلاد الشام. وُلد في قرية بتاتر بقضاء الشوف في جبل لبنان عام 1888، وحصل على شهادة الدكتوراه في العلوم والفلسفة اللاهوتية من روما.
وبعد عودته عين في كاتدرائية مار جرجس فلمع نجمه بخطبه، وبعد انسحاب العثمانيين من دمشق انتقل أسطفان إليها ليساهم مع إخوانه العرب في تأسيس الدولة الحديثة، وألقى أسطفان عشرات الخطب التي أضرمت الحماس في قلوب سامعيه وندد بالفرنسيين الذين أشيع أنهم سيدخلون الشام قسرًا.
وبعد دخول الفرنسيين لدمشق غادرها أسطفان وانتقل إلى مصر ومنها توجه إلى كوبا وذاع صيته في الأمريكيتين، فدعي لإلقاء الخطب والمحاضرات، وقد أطلق عليه الأرجنتينيون لقب «أمير المنابر» وأصدر جريدة «التمدن» في الأرجنتين، ثم توجه إلى البرازيل وأقام فيها حتى وفاته عام 1946.